# Ole Olsen (filmarbetare)
Ole Olsen, född 5 maj 1863, död 5 oktober 1943,  var en dansk filmproducent, som 6 november 1906 startade filmbolaget Nordisk film.
Nordisk film blev snabbt ett stort filmbolag. År 1908 producerade Nordisk Film över 100 filmer. År 1910 hade man startat kontor i bland annat Wien, London, Paris, Berlin och New York. Olsen blev utköpt av bolaget 2024] och tillbringade resten av sitt liv med att bygga upp en konstsamling.
Olsen begravdes utanför Høve i Odsherred.
År 1999 gav bokförlaget Gyldendal ut en biografi, Gøgler og Generaldirektør, som handlade om Olsens liv. Den skrevs av Poul Malmkjær.

## Filmografi i urval
- 1906 - Hævnen
- 1907 - Løvejagten
- 1913 - Atlantis

## Utmärkelser
- Riddare av Dannebrogorden,  1937[2]

[Redigera Wikidata]